# Маскне

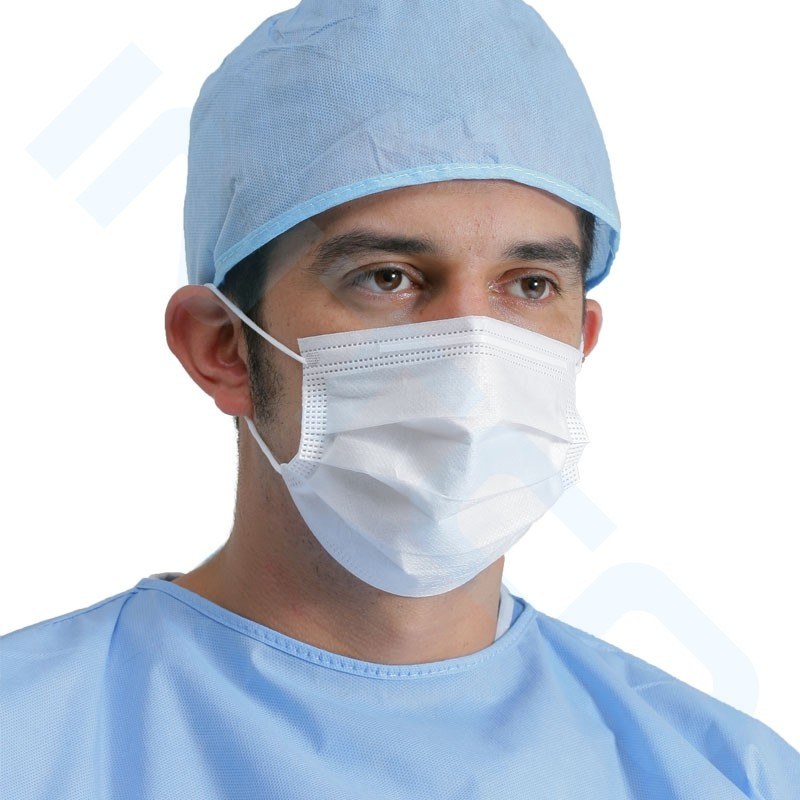
людина в масці

Маскне, маскакне (маскове акне) (англ. (face) mask acne, maskne) — запалення шкіри нижньої частини обличчя, спричинене носінням захисної маски. 

## Назва
Термін «маскне» було вигадано та вперше вжито у 2018 році, але найбільшого поширення слово набуло в 2019-2021 р., у зв'язку з використанням захисних масок під час пандемії COVID-19. 
Англомовні словники фіксують неологізм англ. maskne. 

## Причини
Основні причини:

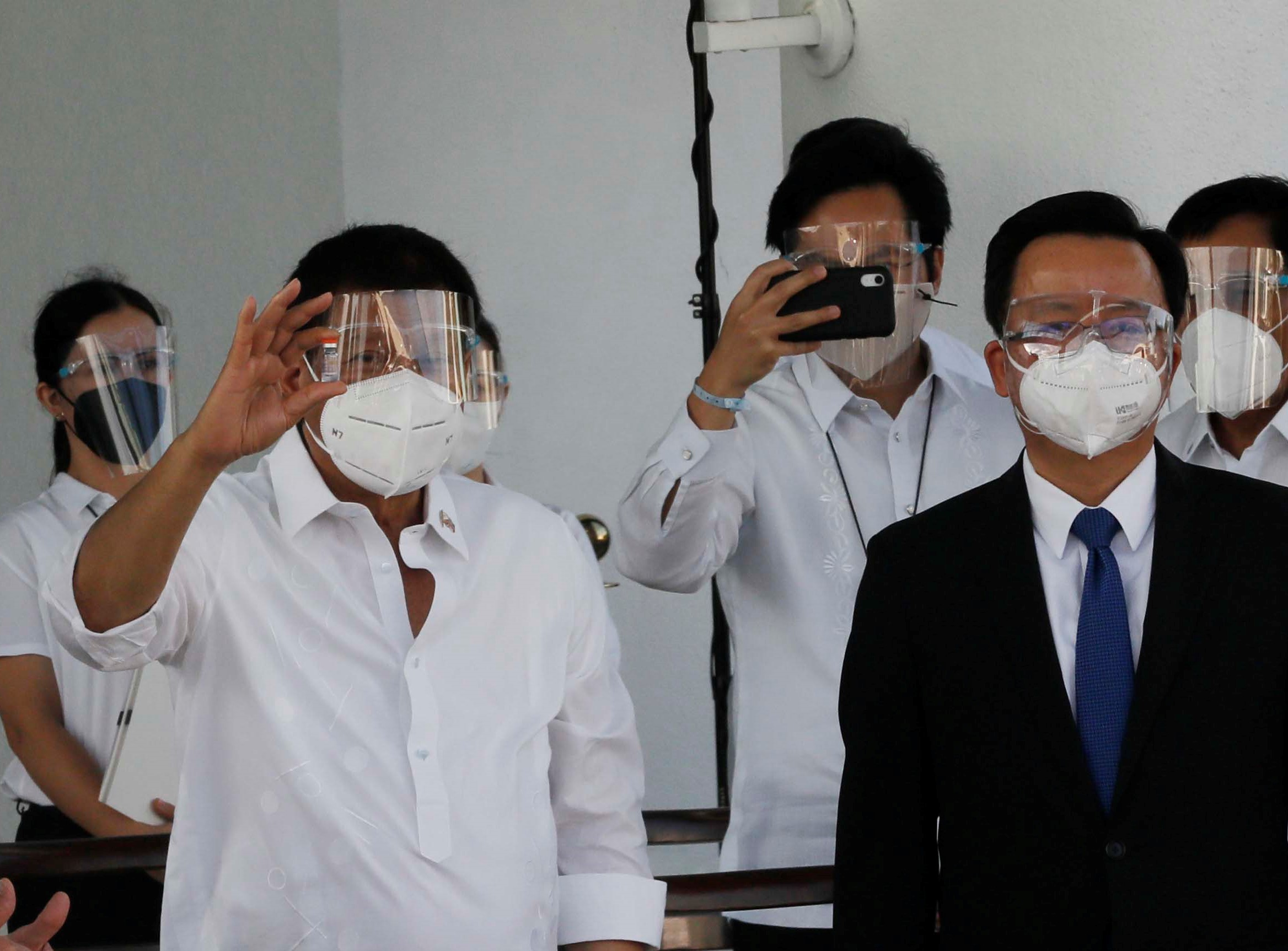
люди в масках

- Щільний та тривалий контакт маски з обличчям
- Пітливість обличчя
- Довготривале використання однієї маски
- Тертя маски та шкіри
- Неправильно підібрана маска.

## Профілактика
Основні заходи профілактики:
- Дотримуйтесь правил особистої гігієни та стежте за чистотою шкіри обличчя.
- Якщо немає можливості використовувати одноразову маску, слідкуйте за чистотою багаторазової.
- Намагайтесь не використовувати щільний тональний крем, коли носите захисну маску. Косметичний засіб може не лише забруднити предмет індивідуального захисту, а й нашкодити подразненій шкірі.